# 新别兹金卡农村居民点
新别兹金卡农村居民点（俄语：Новобезгинское сельское поселение）是俄罗斯联邦别尔哥罗德州新奥斯科尔区所属的一个农村居民点。其下辖有6个居民点，行政中心为新别兹金卡。据2016年统计，该农村居民点的人口为890人。